# Aquarius (navire de sauvetage)
Ne doit pas être confondu avec Aquarius (remorqueur).
Pour les articles homonymes, voir Aquarius.
L'Aquarius est un navire affrété entre février 2016 et décembre 2018 par l'association SOS Méditerranée. Il a secouru 30 000 migrants en mer Méditerranée, avant d'être immobilisé pour des raisons politiques et judiciaires, et remplacé en juillet 2019 par un nouveau navire, l'Ocean Viking.

## Présentation
Le navire Aquarius est un ancien garde-côte allemand construit en 1977, qui s'appelait alors la Meerkatze. Il appartient à la compagnie maritime allemande Jasmund Shipping, qui le gère,. Parfois surnommé dans la presse le « bateau citoyen »,,,,,, le navire est affrété par SOS Méditerranée depuis janvier 2016 et financé principalement par des dons privés. Dans Le Monde, Nicolas Hulot salue quelques mois après le départ du navire « la magnifique initiative civile et européenne de l’ONG SOS Méditerranée ».
Le contrat d'affrètement a débuté en janvier 2016, pour un lancement de mission fin février 2016, en partenariat avec Médecins du monde jusqu'en avril 2016, puis avec Médecins sans frontières (section Amsterdam) depuis mai 2016. SOS Méditerranée est chargé des opérations de sauvetage en mer. Médecins sans frontières a pour responsabilité de prendre soin des rescapés une fois à bord de l'Aquarius.
Le navire est long de 77 mètres pour 12 mètres de large. Il possède trois canots de sauvetage et a une vitesse de croisière de onze nœuds. Environ trente-cinq personnes travaillent ou sont bénévoles à bord,,,. Des photographes,,, et journalistes, sont embarqués sur chaque mission. Il peut accueillir à bord jusqu'à 550 personnes en sécurité ; le nombre de personnes a atteint 1 032 en juin 2017 dans des circonstances exceptionnelles. Ce nombre est défini en fonction de critères tels que l'espace, la stabilité du navire, la sécurité incendie et abandon, les capacités médicales, les capacités alimentaires et les capacités en ressources humaines de l'équipage, pour la gestion de foule et la distribution des repas.
Dans un entretien accordé en 2018 sur France Culture, et consacré aux années 1930, Daniel Schneidermann propose une analogie entre l'Aquarius et le paquebot Saint Louis, navire au bord duquel 938 Juifs allemands quittèrent l'Allemagne nazie durant le printemps 1939, et qui fut refoulé aux États-Unis par le président Roosevelt. Mathieu Bock-Côté réfute cependant cette analogie en indiquant que « L'Aquarius est le symbole, par ailleurs, d'une vague migratoire bien plus vaste [que celle des Juifs allemands de 1939]». Selon lui, « l'Aquarius est devenu le symbole [...] de la paralysie du politique devant une certaine conception du droit, l'Aquarius est devenu le symbole d'une forme de capitulation politique de l'Europe devant l'argument humanitaire ». 
Pour Daniel Schneidermann, la couverture médiatique de l'Aquarius et des migrants en 2018 tendrait à déshumaniser ces derniers, ce qui constituerait, à ses yeux, un parallèle avec la situation des Juifs en 1939. Edgar Morin a aussi fait un rapprochement entre la situation de l'Aquarius, et celle d'Exodus 1947, un navire transportant des rescapés de la Shoah empêché par la marine britannique d'accoster en Palestine.

## Chronologie des interventions

### 2016
En mars, le navire embarque le journaliste Jean-Paul Mari qui tiendra pendant trois semaines un journal de bord publié dans Libération. Deux mois après son départ, l'Aquarius annonce un premier bilan avec six sauvetages et le sauvetage de 917 personnes.
Le 3 juillet 2016, le navire quitte la Sicile pour aller patrouiller près des côtes libyennes, en embarquant des journalistes du Monde. En trois jours, il embarque 448 migrants érythréens, ivoiriens, camerounais, gambiens, et guinéens. Les passagers sont débarqués à Messine (Sicile) le jeudi 7 juillet et le navire rejoint les côtes libyennes le 10 juillet. Cent sept hommes africains sont sauvés le 11 juillet et transférés vers un navire des gardes-côtes romains. Le 18 juillet, l’Aquarius vient au secours de 136 migrants paniqués et malades, entassés sur un canot pneumatique,. Le 20 juillet, après une opération de sauvetage, il fait route vers la Sicile avec 209 rescapés et les cadavres de 22 migrants, principalement des femmes, qui seront enterrées à Trapani. Le 4 octobre, le navire porte secours à 720 personnes; le parcours de l'une d'entre elles est raconté dans un documentaire sur France Info.

### 2017
Plus de 1 750 migrants, qui étaient à bord de treize embarcations de fortune, sont secourus mercredi 1 et jeudi 2 février 2017 au large de la Libye, une centaine d’entre eux montent sur l’Aquarius. 220 migrants sont morts ou ont disparu en mer en janvier, selon l’ONU. À partir du 21 mai, les débarquements de réfugiés en Sicile sont interrompus, alors que plus de 50 000 personnes ont été secourues depuis le début de l’année. L’Aquarius, transportant 1 004 réfugiés, est contraint de débarquer à Salerne (Campanie). Au même moment, le Prudence de MSF et ses 1449 réfugiés à bord étaient dirigés vers Naples, et d’autres navires vers la Calabre. L’Organisation internationale pour les migrations (OIM) évoque le chiffre de 1254 migrants déjà décédés en 2017. Le 23 mai 2017, un patrouilleur libyen perturbe un sauvetage mené par l'Aquarius. Mardi 27 et mercredi 28 juin, 12 000 personnes sont recueillies dans les eaux internationales. Le 1er juillet, l’Aquarius débarque en Calabre 1033 réfugiés, dont 205 mineurs. Le gouvernement italien menace de refuser d’ouvrir ses ports aux navires des ONG non italiennes. Mercredi 1er août, l’Aquarius récupère huit cadavres, ainsi que dix-sept Libyens et 255 Erythréens, et les transfère à bord du Vos Hestia, de l’ONG Save The Children. Depuis le début de l’année, au moins 2 300 personnes sont mortes en Méditerranée, selon le HCR. En juin, le navire anti-migrant C-star entrave illégalement les déplacements de l’Aquarius,,. Le 14 août, après l'abandon des ONG Médecins sans frontières, Save the Children et Sea Eye, l’Aquarius est le seul navire de sauvetage restant en Méditerranée; il est rejoint en septembre par le navire de l’ONG espagnole Pro Activa Open Arms. Les 15 et 16 décembre, l'Aquarius sauve 320 personnes au large des côtes libyennes. Le 26 décembre, l’Aquarius embarque 134 personnes, dont sept enfants, vers Pozzallo, en Sicile.

### 2018
Samedi 27 janvier l'Aquarius sauve 83 migrants lors d’une opération en Méditerranée, mais deux femmes décèdent et « de nombreuses personnes sont portées disparues et présumées noyées ». Cette rotation est décrite comme étant l'une des plus difficiles,.
La nuit du 8 juin, les marins de l'Aquarius sauvent 229 naufragés et embarquent 400 autres personnes, une situation apocalyptique que décrit Ludovic Duguépéroux,,. Le gouvernement italien et Malte refusent d'accueillir le navire bondé (« Il y a 630 personnes à bord, le bateau fait 77 mètres de long par 13 de large, c’est le métro aux heures de pointe, on ne peut pas marcher sur le bateau, on doit prendre soin des gens, s’assurer que tout le monde a accès aux toilettes, à la nourriture »), utilisant l'argument que le navire ferait le jeu des passeurs et des trafiquants d'êtres humains,. Le ton monte entre l'Italie et la France,: Emmanuel Macron dénonce « le cynisme et l’irresponsabilité du gouvernement italien » qui refuse de laisser accoster le navire et ses 630 migrants, et Gabriel Attal, porte-parole LRM, estime que la position de l’Italie est « à vomir ». A Emmanuel Macron qui évoque la « lèpre qui monte », Matteo Salvini répond que la France devrait accueillir des migrants avant de faire la leçon. Le navire est finalement accueilli en Espagne,, puis fait escale à Marseille. 78 réfugiés sont accueillis en France, dont 42 à Lille,.
Mi-août, après plusieurs jours d'intenses négociations internationales, l'Aquarius débarque à Malte 141 migrants qui seront répartis entre cinq pays de l’Union européenne, dont la France. En août 2018, Gibraltar retire à l'Aquarius son pavillon, sous prétexte que le navire, enregistré en tant que navire de recherche, a une mission exclusive de sauvetage.
Le navire repart de Marseille le 15 septembre avec un pavillon panaméen et en embarquant des journalistes du journal Le Monde,, en direction des côtes libyennes où onze personnes sont secourues le 20 septembre. Le navire refuse de transférer les personnes aux gardes-côtes libyens, et se tourne vers les autorités maltaises et italiennes qui refusent de l’accueillir. Sous la pression de l’Italie qui reproche à l’Aquarius de ne pas ramener les réfugiés vers leur pays d'origine, le Panama engage le processus de retrait du pavillon du navire, au motif que l'équipage ne respecte pas les procédures maritimes internationales de secours; Francis Vallat, le président de SOS Méditerranée France, lance alors « un appel solennel aux autorités européennes » pour aider à retrouver un pavillon. Le 23 septembre, malgré l'opposition des gardes-côtes libyens, 47 personnes supplémentaires sont secourues et embarquent à bord du navire; Julia Pascual raconte l’opération dans Le Monde, qui qualifie la situation d'indigne, aucun pays ne coordonnant plus les efforts de sauvetage au large des côtes libyennes. Le navire demande aux autorités françaises de débarquer les rescapés à Marseille, la France répond qu'elle cherche « une solution européenne » puis demande le 25 septembre au navire d'accoster à Malte, qui accepte de transborder sur un navire dans les eaux internationales les cinquante-huit migrants qui seront ensuite répartis entre le Portugal, la France, l’Espagne et l’Allemagne,. En attendant une mer clémente, le navire stationne près de Malte,, qui ne veut pas le faire rentrer dans ses eaux territoriales. À l'antenne de France Culture le 29 septembre, Ludovic Duguépéroux, marin à bord de lAquarius, décrit la vie à bord du navire qui patiente à 25 km de Malte, l'émotion que provoquent les sauvetages (« les enfants dans les bras de leurs parents qui sont en train de se noyer (...) les regards, les mains qui se tendent », puis « les enfants qui courent sur le pont, qui ne sont pas sages »), la honte qu'il éprouve devant la façon avec laquelle on déshumanise ceux et celles qu'on appelle migrants. Pour Complément d'enquête, l'un des sauveteurs décrit « des gens qui fuient l'horreur [et qui, une fois sauvés disent] qu'ils renaissent. Parce que pour la première fois depuis bien longtemps, ils ne sont pas en danger de mort, et ils ont un petit temps de repos et d'attention, avant de passer à une autre étape du voyage ». Le 30 septembre, après une semaine d’attente au large, les 58 migrants sont transférés sur un navire maltais et débarqués à Malte. Ils y sont interrogés dans un centre fermé, leurs téléphones sont confisqués par la police, leur sélection par les États qui vont les accueillir est faite de façon opaque; 17 d'entre eux arriveront en France le 9 octobre. Pendant ce temps l'Aquarius se dirige vers Marseille, pour s’y amarrer le temps de renouveler son pavillon,, en laissant la Méditerranée centrale sans aucun navire humanitaire, lOpen Arms s'étant déplacé vers le Maroc et l'Espagne. Une dizaine de navires humanitaires de sauvetage étaient en Méditerranée centrale un an auparavant. Trois navires redémarrent les opérations de sauvetage au large de la Libye le 23 novembre 2018.

## Opposition
Les activités de sauvetage de l'Aquarius et des autres ONG en général ont été l'objet de critiques de la part de l'administration judiciaire italienne, de gouvernements et de politiciens européens ainsi que de l'agence européenne Frontex. Selon ces critiques, les ONG seraient complices des passeurs et provoqueraient un appel d'air chez les migrants. Ces affirmations sont contestées par certains chercheurs et par les ONG. Parmi les critiques figurent notamment Mateo Salvini, Luigi Di Maio pour qui les organisations humanitaires sont des « taxis de la Méditerranée » qui « font mine de ne pas voir le business de l’immigration », Marine Le Pen qui estime que les ONG sont « complices des mafias de passeurs », ou encore Emmanuel Macron qui dénonce le « cynisme terrible » des ONG,,. Nick Romaniuk, coordonnateur de recherche à bord de l’Aquarius, répond que « les politiciens d’extrême droite et autres chefs d’Etat (...) entravent les secours en mer (...) tout en attribuant aux missions humanitaires la responsabilité des maux de ce monde ».
Le gouvernement italien reproche également aux ONG de ne pas ramener les migrants en Libye. Ni le responsable de SOS Méditerranée ni l’Organisation des Nations Unies,, ne considèrent la Libye comme un pays sûr de débarquement des rescapés.
Début juillet 2018, les tensions sont vives entre l'Aquarius et les garde-côtes libyens, qui ont interdit au navire de s'approcher des côtes. Selon le porte-parole de la marine libyenne, les navires humanitaires « s'approch[ent] de plus en plus » des eaux libyennes. D'après Julia Pascual, journaliste embarquée pour Le Monde, l’Aquarius n’entre pas dans les eaux territoriales libyennes, mais ce sont les gardes-côtes qui interviennent au-delà de leurs eaux territoriales.

### Sondages
Un sondage en juin 2018 montrent que 56 % des Français refusent que la France accueille l'Aquarius. En septembre 2018, ils sont 74% à saluer la décision d'Emmanuel Macron de refuser d’accueillir l’Aquarius, tout en étant une courte majorité à avoir une bonne opinion des ONG qui aident les migrants: selon le président de l'institut de sondage Odoxa, cela montre que les Français sont « totalement paradoxaux voire schizophrènes sur cette question de l'accueil des migrants ».

## Fin des activités

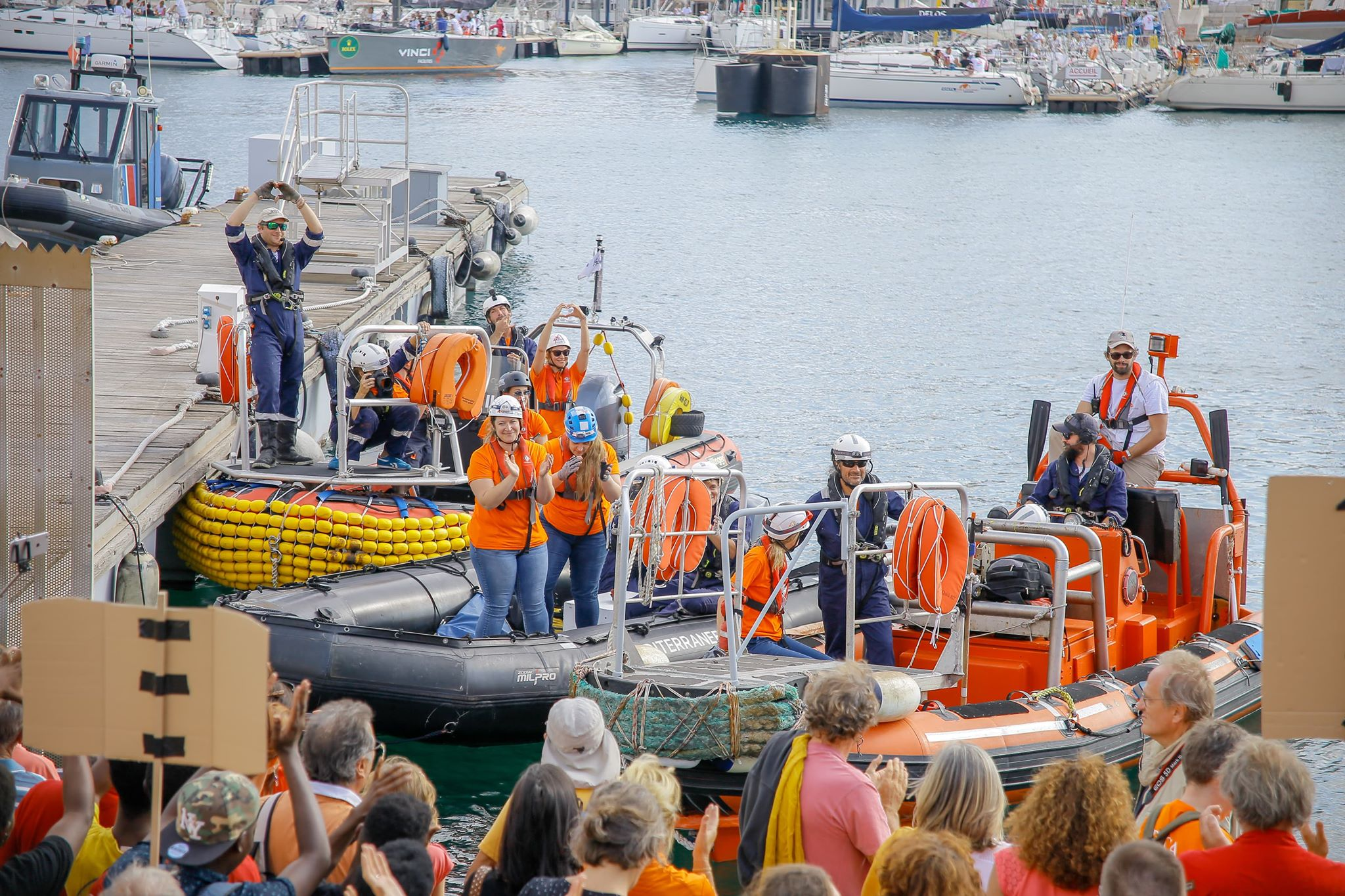
Une partie de l'équipage de lAquarius à Marseille, le 6 octobre 2018.

À partir de la fin de l'été 2018, les appels se multiplient, sans succès, pour demander à la France,,,, la Suisse,, ou n'importe quel autre pays européen de donner un pavillon à l’Aquarius, qui accoste à Marseille le jeudi 4 octobre, interdit de naviguer,. La Suisse refuse d'accorder son pavillon, considérant qu'elle n'est « pas en mesure d’appliquer la clause d’exception de la loi sur la navigation maritime au navire Aquarius » tant qu'une « solution européenne viable » n'est pas trouvée. Le samedi 6 octobre des dizaines de milliers de personnes, selon l'association SOS Méditerranée, manifestent en soutien à l'Aquarius dans une cinquantaine de villes françaises, et à Madrid, Bruxelles, Berlin et Palerme,,.
En novembre 2018, l'association annonce que la justice italienne a demandé le placement sous séquestre de l'Aquarius et d'un autre navire de MSF, le Vos Prudence (de),. Elle accuse MSF d’avoir présenté comme normaux des déchets (en particulier les vêtements abandonnés sur le navire par les migrants) qui présentaient un risque de contamination. D'après le parquet de Catane (Sicile), habitué des attaques contre les ONG,, ces vêtements pourraient être porteurs de virus ou d'agents pathogènes (HIV, méningite, tuberculose),. MSF en Italie dénonce « deux années de campagnes diffamatoires » contre les ONG. Les vêtements ne transmettent pas le VIH, mais la directrice du National Aids Trust, Deborah Gold, commente : « les migrants et demandeurs d'asile ont souvent été attaqués en utilisant des mensonges sur la transmission des infections »,. La demande sera examinée par la justice française,. Une juriste de l’université d'Angers, affirme dans Le Monde que cette nouvelle procédure qualifiée d'« abusive » témoignerait de « l’orchestration d’une politique délibérée de non-assistance à personnes en détresse ». Médiapart décrit les termes de l'ordonnance de saisie en date du 15 novembre. Le quotidien italien d'opposition La Repubblica ironise sur le motif de l'accusation du parquet, rappelant que la gestion des déchets est dans certaines parties de l'Italie aux mains de la mafia, et détaille comment cette nouvelle attaque judiciaire s’inscrirait dans une volonté de stigmatiser les ONG et les migrants. MSF dépose un recours.
Le 6 décembre 2018, MSF et SOS Méditerranée annoncent mettre un terme aux activités de l'Aquarius,,, après 177 opérations d’aide et 64 opérations de transbordement, ayant permis de sauver 30 000 vies. Mego Terzian, président de MSF-France, explique au Monde que « la politique de harcèlement judiciaire, administratif, politique [a] eu raison [du navire] » et rappelle que les activités de secours en mer de toutes les ONG doivent constamment faire face aux « ennuis administratifs récurrents, obstacles posés aux escales techniques, interdiction d’accoster en Europe, et poursuites judiciaires », avec pour conséquence que « la généralisation de la non-assistance à personnes en danger est revenue en force en Méditerranée ». Le ministre de l'intérieur italien Matteo Salvini (Ligue du Nord) s'en réjouit en twittant : « Moins de départs, moins de débarquements, moins de morts. Bien. »,. Marine Le Pen (Rassemblement national) salue aussi sur Twitter « la fin d’une imposture pseudo-humanitaire, et véritablement immigrationniste ». Dans une tribune parue dans Libération, le responsable du programme Protection des populations d'Amnesty International France dénonce au contraire un « sabotage en bande organisée », et le Haut commissariat de l'ONU aux réfugiés s'inquiète de cette diminution des capacités de secours et demande que l'assistance aux migrants cesse d'être criminalisée. Frédéric Penard, directeur des opérations de SOS Méditerranée, affirme que l'ONG « explore déjà activement les options pour un nouveau navire et un nouveau pavillon »,, mais MSF est plus pessimiste.
Le navire, rebaptisé « Aquarius Dignitus », acquiert en novembre 2018 un pavillon libérien provisoire, ne lui permettant pas de procéder à des opérations de sauvetage en mer.
SOS Méditerranée annonce le 21 juillet 2019 une nouvelle campagne de sauvetage au large des côtes libyennes, à l'aide d'un navire norvégien, l'Ocean Viking,.

## Dans la culture
En 2018, deux compositrices suisses, Heike Fiedler et Marie Schwab, créent un opéra inspiré par l'Aquarius, en se servant d'extraits du journal suisse Le Courrier. Les bénéfices de la représentation du 18 août 2018 sont reversés à l'association SOS Méditerranée, qui affrète le navire.
François-Xavier Roth dirigera en 2019 la première d'un « oratorio moderne autour des voyages et de la migration [qui inclura] des textes, des témoignages, voire une participation directe de personnes qui ont séjourné sur l’Aquarius ».
En 2018, à l'occasion de l'Eurovision, le duo francophone Madame Monsieur compose et interprète la chanson Mercy. Ils y racontent la naissance d'un bébé rescapé à bord de l'Aquarius,.

## Autres navires humanitaires en Méditerranée
- le voilier Alex de l’ONG Mediterranea Rescue[162],[163], bloqué depuis juillet 2019 dans le port de Licata[164].
- le voilier Astral, de l’ONG espagnole Proactiva Open Arms[109],[165].
- Iuventa de l’ONG allemande Jugend Rettet[166],[167], mis sous séquestre en 2017 dans le cadre d’une enquête pour des comportements favorisant l’immigration illégale[168].
- Lifeline de l'ONG allemande Lifeline, bloqué à La Valette où les autorités contestent sa situation administrative[169],[170],[171].
- Mare-Ionio, de l’ONG italienne Mediterranea[172],[102], bloqué depuis septembre 2019 dans le port de Licata[164].
- Open-Arms de l’ONG Proactiva Open Arms[102] dont la mise sous séquestre en raison de soupçons d’aide à l’immigration clandestine[173] a été annulée[174]. Le 22 décembre 2018, il secourt plus de 310 migrants au large de la Libye; après un refus de Malte et de l'Italie[175], l'Espagne accepte leur débarquement[165],[176]. Il est bloqué à Barcelone depuis janvier 2019[171].
- Professor Albrecht-Penck de l'ONG allemande Sea-Eye, embarquant d'anciens volontaires de l’Aquarius[175], en activité début janvier 2019[177],[178].
- Sea-Watch de l’ONG Sea-Watch[174],[102],[177],[178].
- Vos Prudence (de)de MSF[132],[179].

### Documentaires
- [vidéo] « ARTE Reportage - SOS Méditerranée : le bateau citoyen », sur YouTube.
- Philippe Bardonnaud et Vanessa Descouraux, « Des hommes à la mer » [audio], sur France Inter, 1er mai 2016 et le 17 juin 2018. Émission Interception.
- Philippe Fontana, «Mare Amarum»: les migrants, le photographe et l’«Aquarius» [vidéo], sur Mediapart, 22 décembre 2018.
- Perrine Kervran, « Réfugiés (1/4) : À bord de l'Aquarius au large des côtes libyennes » [audio], sur France Culture, 2 octobre 2017
- Thomas Baïetto, « GRAND FORMAT. "Soit on avance, soit on meurt" : de la Guinée à la France, le voyage cauchemardesque d'un migrant de l'"Aquarius" », sur Franceinfo, 11 septembre 2019 (consulté le 15 septembre 2019)